# Гумба, Ражден Джгутанович
Ражден Джгутинович Гумба (12 сентября 1926, Дурипш, Абхазская АССР — 17 июля 2007) — советский и абхазский композитор, музыкальный педагог и музыковед

. Заслуженный деятель искусств Грузинской ССР (1958). Заслуженный деятель искусств Абхазской АССР (1970). Народный артист Абхазской АССР (1983). Народный артист Грузинской ССР (1988).

## Биография

### Ранние годы
Родился 12 сентября 1926 года в селе Дурипш Гудаутского района Абхазской АССР.
Мать Р. Румбе, болгарка, по происхождению, была грамотной женщиной, имела хороший голос, пела в церковном хоре. Именно она посоветовала сыну посвятить себя музыке.

### Годы Великой Отечественной войны
В 1941 году Ражден был учеником 6-го класса дурипшской средней школы. События, происходившие в селе в это время, сохранятся в памяти Раждена на всю жизнь и найдут отражение в его творчестве. Он станет автором множества произведений, посвящённых героям войны, и всегда будет помнить те опалённые войной годы. О них Р. Гумба рассказал в своей книге «Моя песня, моё слово» (2007 г.).

Подросток Ражден неоднократно вёл по ним красноармейцев по горным тропам. 
«Я любил охотиться, любил красоты и тайны гор, хорошо знал тропы. Я сдружился с солдатами. Они дали мне одежду и бинокль, которыми я очень гордился. Что удивительно, меня уважали», — позже вспоминал Р. Гумба.
В годы ВОВ Ражден пишет первые песни «Песня матери», «Песня партизан», «Воины разведчики», «Шамба Едги» и другие. Ражден сочинял их на собственные стихи. Их исполнял не только школьный хор, руководимым самим Ражденом Гумба, но и хор старейшин села.

### Обучение
При посещении села Дурипш Шалва Александрович Горгадзе обратил внимание на одаренного юношу. Прослушав сочиненные Ражденом песни, он отметил его способности, и стал настойчиво приглашать в Сухум на учёбу в музыкальном училище. Особенно Ш. А. Горгадзе поразила тетрадь, в которой молодой музыкант пытался фиксировать музыку и он решает помочь юному самородку в деле музыкального образования.
Шалва Горгадзе стал уговаривать Джгутана Гумба, отпустить сына в Сухум учиться. Старик долго противился, говорил, что все в роду у них пели, но вместе с тем были и добрыми крестьянами, и никто пение не делал своим основным занятием. Однако потом сдался, видя, как сильно сын хочет поехать учиться.
Так в 1947 году Ражден Гумба стал студентом сухумского музыкального училища (отделение композиции).
Поскольку он не владел нотной грамотой, к нему были прикреплены успешные студенты 4-го курса. В скором времени он уже мог записывать на нотный стан свои первые сочинения.
Ражден совмещает учёбу с работой. Он солист-вокалист, в Государственном ансамбле народной песни и пляски Абхазии под руководством Кици Виссарионовича Гегечкори. Работа в ансамбле была одобрена и директором училища Ш. А. Горгадзе.
Будучи солистом Государственного ансамбля народной песни и танца Абхазии, Ражден, несомненно, приобрел многое, ансамбль с его участием в летние периоды гастролировал по районам Абхазии, в общей сложности в год проводили до 80 концертов
Большое значение для него имели курсы хоровых дирижёров при Доме народного творчества Грузии в Тбилиси. В данный период являлся учеником фольклористов Г. Кокиладзе, Д. Чкуасели, Л. Гегечкори. По окончании курсов Р. Гумба направляют работать хормейстером в районный центр Грузии — Чхороцку. Свои первые произведения первый абхазский композитор Ражден Гумба написал в 14 лет.
В 1957—1959 годах — обучался в Тбилисской консерватории.
В 1975 году окончил Московскую консерваторию.

### Трудовая деятельность
В 1940—1954 годах — руководил самодеятельными хоровыми коллективами в Абхазии.
В 1954—1957 и 1959—1968 годах — худрук Гос. ансамбля Абхазской АССР.
Избирался членом Центральной ревизионной комиссии музыкального общества СССР.
Был в составе редакции репертуарной комиссии Министерства культуры СССР.
В 1971 году — член Союза композиторов и член Музфонда СССР.
С 1973 по 1992 годы — член правления, а затем секретарь Союза композиторов Абхазии.
С 1994 года — член Союза композиторов Российской Федерации.

### Смерть и похороны
Ушёл из жизни 17 июля 2007 года, похороны состоялись 20 июля.

Похоронен в Пантеоне выдающихся общественных деятелей и писателей Абхазии. В телеграмме, присланной по случаю смерти Раждена Гумба, секретарём Союза композиторов СССР Тихоном Николаевичем Хренниковым были такие слова соболезнования:
«Весьма опечалены уходом из жизни талантливого абхазского композитора Раждена Гумба. Мы всегда знали его как яркого представителя абхазской музыкальной культуры. Он навсегда останется выдающимся представителем своего народа. Наша печаль безгранична, мир его праху и вечная память».
Народная артистка России и Абхазии Хибла Герзмава, находясь на гастролях за пределами РФ, не могла не откликнуться на кончину Раждена Гумба, в своей телеграмме она писала: 
«Как больно терять великих людей. Сочувствую абхазскому народу и всему роду ГУМБА».
На траурном митинге, 20 июля, в день провода композитора в последний путь, бывший министр культуры Абхазии (ныне общественный деятель, учёный, доктор филол. наук) Владимир Константинович Зантариа отметил: 
«У нас много деятелей с приставкой „народный“, но если говорить о реальной, глубокой связи с народом, то этот титул в первую очередь близок к Раждену Гумба».
Церемония прощания проходила в здании Абхазского драматического театра им. С. Я. Чанба. В дань уважения большому мастеру было совершено траурное шествие с гробом композитора от здания театра, до здания Сухумской филармонии.

## Музыкальные сочинения

### Произведения для музыкального театра
1990 — «Абатаа Беслан», опера в 2-х действиях по мотивам поэмы И. Когониа. Либретто Б. Амичба. Сольные партии рекомендованы для исполнения хоровой капелле Абхазии.

### Симфонические произведения
1971 — Праздничная увертюра «Радость», Партитура, изд. «Советский композитор», М., 1981, 1-е исполнение — 23.12. 1974 г., г. Тбилиси, пленум правления Союза композиторов Грузии. Исп. Государственный симфонический оркестр Грузии, дирижёр — Т. Дугладзе.
1971 — Две сюиты для симфонического оркестра.
1975 — «Мечта», симфоническая поэма.
1976 — «Любимые мелодии», симфоническая поэма, посвящённая Д.Гулиа 1-е исполнение — 1976 г. Сухуми, исп. Государственный симфонический оркестр Абхазии, дирижёр — Л. Маталаев.
1977 — Абхазская Рапсодия для симфонического оркестра. 1-е исполнение — 1978 г., г. Сухуми, исп. Государственный симфонический оркестр Абхазии, дирижёр — А. Хагба.
1977 — Симфония № 1, 4-х частная. 1-е исполнение — 1979 г. Тбилиси. Пленум правления Союза композиторов Грузии, исп. Симфонический оркестр Гостелерадио Грузии. Дирижёр — Т. Дугладзе.
1981 — Симфония № 2, 3-х частная.
1984 — 1988 — Симфонические произведения — «Об Абхазии», «Трагедия в горах», по мотивам произведений И.Когониа.
— Симфоническая сюита «Песнь героя».
— Концерт для фортепиано с оркестром.
— Концерт для скрипки с оркестром.
— Струнный квинтет

### Органная музыка
1986-1988 — Соната, одночастная.
Три прилюдии для органа.
Абхазская траурная для органа
Сюита из 4-х частей для органа

### Вокально-симфонические произведения
1973 — 1974 — Три кантаты для смешанного хора и симфонического оркестра: «О партии», 3-х частная на слова Д. И. Гулиа (присвоена премия им. Д. И. Гулиа, 1977 г.,); «Сказ о Ленине», 3-х частная, слова автора; «Лучезарная Абхазия», 3-х частная, слова Б. Шинкуба. Клавиры, изд. «Советский композитор», М., 1981 г.
1978 — «Приветственная», кантата для солистов, хора и симфонического оркестра, сл. Б. В. Шинкуба. 1-е исполнение — июнь 1979, -Тбилиси. Дни Абхазской культуры в Грузии.
1979 — «Мелитон Кантария», кантата для солистов и симфонического оркестра, сл. Г. Гублиа.
— «Думы пленного партизана», кантата, монтаж на военную тематику сл. автора.
— «О Несторе Лакоба», кантата, сл. народные.
1980—1981 — Четыре кантаты для солистов, смешанного хора и симфонического оркестра, сл. абхазских поэтов (посвящается 60-летию установления Советской власти в Абхазии): «Махаджиры», «Кеараз», «Победа», «Сегодняшний день — день мира».
1984 — «Коммунист», кантата для солистов, смешанного хора и симфонического оркестра, на сл. Н. Тарба (об отце).
— «У Вечного огня», кантата, сл. А. Джонуа, Б. Шинкуба, И. Тарба.
— «Праздничная», кантата для хора и оркестра, сл. К. Герхелия. 1-е исполнение Хоровая капелла Абхазии, дирижёр Н. Аджинджал. Абхазская госфилармония.

### Оратории
- О народном герое «Сатбей», сл. народные в обработке.
- «Уарада», из 7-ми частей для солистов смешанного хора, чтецов, соло на органе и струнном квартете.
- «По следам махаджиров» — трептих для смешанного хора и симфонического оркестра. Сл. абхазских поэтов: Б. Шинкуба, И. Тарба, А. Джонуа.

### Музыка к драматическим спектаклям
Около 20 спектаклей, в основном для Сухумского государственного драматического театра им. С. Я. Чанба, среди них: «Песня о скале» Б. Шинкуба, «Моя лучшая роль» М. И. Лакербая, «Вновь цветёт» Г. К. Гублиа, «Аламыс» А. М. Мукба, «Химкураса» Р. Х. Джопуа, «А там как хотите», «У родника» Б. В. Шинкуба, «Золотая тропинка» М. Чамагуа, «Искупление» Дж. Ахуба, «Песнь не легко сложить» Н. Тарба и др. а также к спектаклю Львовского академического украинского театра им. М. Заньковецкой «Осенью, когда зацвела яблоня» Ярослава Верещака.

### Другие произведения
Р. Д. Гумба — автор более 300 хоров а капелла, часть из них вошла в изданные сборники, песни разножанровые, они посвящены — труженикам сельского хозяйства, чаеводам, героям труда, Родине, природе родного края, героям войны, любви, дружбе между народами.
Ему принадлежат обработки более 70 абхазских народных песен.
Является автором романсов для голоса и фортепиано. Им написана музыка к кино (в частности, фильм «В ночь на новолуние», 1977) и радиоинсценировок и т. д.

## Награды
- Президиум Верховного Совета Абхазской автономной социалистической республики Указом от 15 мая 1955 года присвоил звание «Заслуженного артиста Абхазской АССР».
- Президиум Верховного Совета Грузинской Социалистической республики Указом от 21 июня 1956 года присвоил звание «Заслуженного артиста Грузинской ССР».
- Президиум Верховного Совета Грузинской Социалистической республики Указом от 9 января 1958 года присвоил звание «Заслуженного деятеля искусств Грузинской ССР».
- Президиумом Верховного Совета СССР от 6 апреля 1970 года награждён медалью «За доблестный труд» в связи со 100-летием со дня рождения В. И. Ленина.
- Президиум Верховного Совета Абхазской Автономной Советской Социалистической республики Указом от 22 апреля 1971 года присвоил звание «Заслуженного деятеля искусств Абхазской АССР».
- Комиссия Совета Министров Абхазской АССР по государственным премиям Абхазской АССР им. Д. И. Гулиа в 1977 году присудила Государственную премию Абхазской АССР им. Д. И. Гулиа и вручила позолоченную медаль.
- Президиум Верховного Совета Абхазской Автономной Советской социалистической республики Указом от 23 декабря 1983 года, за выдающиеся заслуги в области культуры присвоил звание «Народного артиста Абхазской АССР».
- Президиум Верховного Совета Грузинской ССР Указом от 11 сентября 1986 года, в связи с 60-летием, наградил Почётной грамотой Президиума Верховного Совета Грузинской ССР.
- Указом Президиума Верховного Совета СССР от 22 августа 1986 года награждён орденом «ЗНАК ПОЧЁТА».
- Президиум Верховного Совета Грузинской ССР Указом от 19 июля 1988 года присвоил почётное звание «Народного артиста Грузинской ССР».
- Многократно был награждён Почётными грамотами победителя и лауреата различных творческих конкурсов.
- 16 февраля 2002 года награждён орденом «Ахьдз-Апша» («Честь и Слава») второй степени.

## Критика
Музыка Р. Гумба воплощает темы, связанные с историей и современной жизнью Абхазии. Революционные события воскресают в ораториях «Сатбей», «О Несторе Лакоба». Трагические страницы исторического прошлого абхазского народа встают в кантате «Махаджиры».

## Память
Абхазская государственная филармония имени Раждена Гумба — филармония Республики Абхазия, носит имя Раждена Гумба.

## Изданные музыкальные произведения
- «Песни» для хора без сопровождения. М., Советский композитор, 1972 г.
- «Пою тебя Абхазия». Хоры без сопровождения и в сопровождении фортепиано. М., Советский композитор. 1976 г.
- «Четыре песни для голоса в сопровождении фортепиано». Груз. отделение Музфонда ССР. Тб., 1976 г.
- «Хоры композиторов Абхазии». Сборник. М., Советский композитор, 1979 г.
- «Сказ о Ленине, Партия, Лучезарная Абхазия». Кантаты для солистов, смешанного хора и симфонического оркестра. Клавир. М., Советский композитор. 1980 г.
- Абхазские композиторы. «Сборник детских пьес для фортепиано». Груз. отделение Музфонда Союза ССР. Тб., 1981 г.
- Увертюра «Радость», «Абхазская рапсодия». Для большого симфонического оркестра. Партитура. М., Советский композитор. 1982 г.
- «Наша Родина». Поэма для хора и солиста. Грузинское отделение Музфонда ССР. Тб., 1983 г.
- «Песни и хоры» (без сопровождения и в сопровождении фортепиано) М., Советский композитор. 1985 г.
- «Абхазская симфония». Для большого симфонического оркестра. М., Советский композитор. 1986 г.
- «Моя песня, моё слово». Воспоминания. (Издано посмертно). Сух. 2007 г.- с. 640.
- Сухое дерево. Пьеса в трёх частях // Алашара № 3,2005.

## Документальные фильмы, снятые о творчестве Р. Гумба
1. Тина Корсая «Творчество Раждена Гумба», 1991 г.
2. Светлана Корсая «Ражден Гумба», 2002 г.
3. Отар Лакрба «Творческое содружество Р. Гумба и Б. Шинкуба», 2003 г.
4. Екатерина Бебиа «Возвращение к истокам. Ражден Гумба», 2005 г.